# Laurent Buti
Pour les articles homonymes, voir Buti (homonymie).
Laurent Buti francisation de Lorenzo Buzzi (né à Rome le 20 septembre 1634, mort à Carpentras le 22 avril 1710), ecclésiastique italien, fut évêque de Carpentras de 1691 à 1710.

## Biographie
Lorenzo Buzzi parfois latinisé en Butius, est issu d'une famille patricienne de Rome. Ordonné prêtre en 1681 après avoir exercé des fonctions de gouverneur dans plusieurs provinces des États pontificaux, il est nommé évêque de Carpentras en 1691 et consacré à Rome par le cardinal Paluzzo Paluzzi Altieri Degli Albertoni. Il meurt dans son diocèse en 1710. Il s'était fait édifier dans la cathédrale Saint-Siffrein de Carpentras un tombeau en marbre par le sculpteur Jacques Bernus où il est représenté agenouillé.